# 테오파니스 게카스
테오파니스 게카스(Theofanis Gekas, 1980년 5월 23일, 라리사 ~)는 그리스의 전 축구 선수이다.